# 1986年の映画
1986年の映画（1986ねんのえいが）では、1986年（昭和61年）の映画分野の動向についてまとめる。
1985年の映画 - 1986年の映画 - 1987年の映画

## できごと

### 世界
- 2月25日 - 第36回ベルリン国際映画祭で『鑓の権三』（篠田正浩監督）が銀熊賞受賞[1]。
- 2月28日 - 黒澤明監督がイタリア共和国功労勲章グランデ・クローチ（民間の最高位勲章）受章[1]。
- 3月24日 - 第58回アカデミー賞授賞式が行われ、ワダエミが『乱』でデザイン賞を受賞[1]。
- 3月31日 - 東映国際部、ニューヨーク出張所を廃止[2]。
- 8月14日 - 香港で『子猫物語』が大ヒット、『南極物語』（蔵原惟繕監督）を抜いて初日興収新記録樹立[1]。
- 8月31日 - 『それから』（森田芳光監督）、モントリオール映画祭で特別優秀作品賞受賞[2]。
- 9月12日 - 第31回アジア映画祭で『花いちもんめ』（伊藤俊也監督）の千秋実、主演男優賞受賞[2]。

### 日本
- 1月
  - 東宝、昭和60年度（1-12月）の映画営業部門の年間配収138億4100万円は国内新記録[1]。
  - 1月1日 - 東洋現像所がIMAGICAと改称[1]。
- 3月
  - 3月10日 - 第1回文化庁芸術作品賞を映画『それから』（森田芳光監督）などが受賞[1][3]。
  - 3月13日 - 東京国立近代美術館フィルムセンター相模原分館完成[1]。
  - 3月20日 - 邦画3社（東宝、東映、松竹）も出資するスター・チャンネル設立[1]。
- 4月
  - 大映京都撮影所が閉鎖。
  - 4月12日 - 『火宅の人』（深作欣二監督）封切、ヒット[2]。
  - 4月17日 - 映連、映団連がそろって新風営法に対する自主規制を徹底させる方針を発表[1]。
  - 4月19日 - 耳の不自由な人のための「日本映画に字幕を付ける会」発足、第1回日本語字幕付上映として『火宅の人』（深作欣二監督）を東京・高田馬場東映で公開[1]。
  - 4月28日 - UIPが日本法人から外国法人の日本支社に改組、「ユナイテッド・インターナショナル・ピクチャーズ・ファー・イースト日本支社」と改称[1]。
- 6月
  - 6月3日 - 肖像不正使用商品締め出しを目的として肖像パブリシティ権擁護監視機構設立[1]。
  - 6月7日 - 渋谷ピカデリー、シネマライズ渋谷の2館オープン[1]。
- 7月
  - 7月8日 - 邦画5社が辰巳出版の写真集に対し、スチールの無断使用・著作権の侵害として東京地裁に出版禁止などの処分を求めていた問題で、5社の主張が認められ和解となる[1]。
  - 7月12日 - 東宝、『子猫物語』（畑正憲監督）を公開し、大ヒット[1]。公開2日目には全国で日計興収記録を更新する劇場が続出[1]。
- 8月
  - 8月7日 - 著作権・商標権保護を目的として不正商品対策協議会設立[1][4]。
  - 8月31日 - 東宝映画営業部門、8月の配収が38億8323万円となり月計新記録（8月の稼働作品『子猫物語』）[1]。
- 9月
  - 9月1日 - 東宝営業本部宣伝部に「ディズニー映画宣伝室」を新設[1]。
- 10月
  - 10月25日 - 東宝、直営およびグループ会社の一部劇場で「TOHOムービーニュース」の上映をスタート[1]。
- 11月
  - 福岡県下で海賊版ビデオ密造工場を福岡県警察が摘発[1]。押収した海賊版ビデオ4万4000本は、これまでで最大規模（通称「福岡事件」）[1]。
  - 11月1日 - 東京・みゆき座開場30周年記念興行「東宝シネ・ルネッサンス'86」開催（12月12日まで）[1]。
  - 11月5日 - 東京錦糸町・楽天地ビルがオープン[1]。
  - 11月15日 - 『極道の妻たち』（五社英雄監督）封切、ヒット[2]。
- 12月
  - 東宝、にっかつ、大映、国際放映の4社で発足したキネマ倶楽部が通販専用「日本映画傑作全集」を発売[5]。
  - 12月5日 - 講談社より『阪急東宝グループの超ノウハウ』(森彰英著)発刊[1]。
  - 12月6日
    - UIP配給『トップガン』（トニー・スコット監督）が公開され、大ヒット[1]。瞬く間に主演・トム・クルーズは人気者となり、以後、日本興行界への貢献度大[1]。
    - 大阪道頓堀・KADOZAビル新築竣工[1]。

  - 12月10日 - 東京地方裁判所、海賊版ビデオ業者に初の懲役刑判決[6]。

## 周年
- 開設50周年
  - 松竹大船撮影所
    - 50周年記念映画『キネマの天地』を公開[7]。

## 日本の映画興行
- 入場料金（大人） 
  - 1,500円[8]
  - 映画館・映画別
    - 1,500円（松竹、正月映画『男はつらいよ 柴又より愛をこめて』）[9]

  - 1,495円（統計局『小売物価統計調査（動向編） 調査結果』[10] 銘柄符号 9341「映画観覧料」）[11]
- 入場者数 1億6076万人[12]
- 興行収入 1794億2800万円[12]
- 家庭用ビデオテープレコーダ(VTR)の普及率 33.5% (内閣府「消費動向調査」)[13]

| 配給会社 | 配給本数 | 配給本数 | 配給本数 | 年間配給収入  | 概要 |
| 配給会社 | 新作     | 再映     | 洋画     | 前年対比      | 概要 |
| -------- | -------- | -------- | -------- | ------------- | --- |
| 松竹     | 23       | 23       | 23       | 46億6877万円  | 夏の『男はつらいよ』の代わりに公開した勝負作『キネマの天地』は目標の20億円を遥かに下回る配給収入13億円と不本意な興行成績。良質ではあるが『新・喜びも悲しみも幾歳月』（3億9500万円）は時代背景を無視した安易なリメイクのため不発。正月の『男はつらいよ 柴又より愛をこめて』は佳作の『祝辞』との併映で安定した成績（10.5億円）を残し、『必殺! III 裏か表か』（3億7500万円）は健闘したが、若者に受け入れられる作品が存在しない。 |
| 松竹     | 18       | 1        | 4        | 88.0%         | 夏の『男はつらいよ』の代わりに公開した勝負作『キネマの天地』は目標の20億円を遥かに下回る配給収入13億円と不本意な興行成績。良質ではあるが『新・喜びも悲しみも幾歳月』（3億9500万円）は時代背景を無視した安易なリメイクのため不発。正月の『男はつらいよ 柴又より愛をこめて』は佳作の『祝辞』との併映で安定した成績（10.5億円）を残し、『必殺! III 裏か表か』（3億7500万円）は健闘したが、若者に受け入れられる作品が存在しない。 |
| 東宝     | 36       | 36       | 36       | 163億9281万円 | 前年（1985年）に記録した、日本映画年間配給収入新記録を更新した。日本映画歴代配給収入第2位の『子猫物語』（54億円）、『植村直己物語』（13.5億円）、『ドラえもん のび太と鉄人兵団』（13億円）の3番組が配給収入10億円の大台クリア。人気テレビアニメの映画化『タッチ 背番号のないエース』（9億円）、アイドル映画『SONG FOR U.S.A.』（9億円）や『プルシアンブルーの肖像』は好調。正月映画『姉妹坂』/『雪の断章 -情熱-』（7億円）は伸び悩み。動員映画の『子象物語 地上に降りた天使』（4億円）はまずまずの結果。神山征二郎監督の『旅路 村でいちばんの首吊りの木』は極端な不振。 |
| 東宝     | 30       | 0        | 6        | 118.4%        | 前年（1985年）に記録した、日本映画年間配給収入新記録を更新した。日本映画歴代配給収入第2位の『子猫物語』（54億円）、『植村直己物語』（13.5億円）、『ドラえもん のび太と鉄人兵団』（13億円）の3番組が配給収入10億円の大台クリア。人気テレビアニメの映画化『タッチ 背番号のないエース』（9億円）、アイドル映画『SONG FOR U.S.A.』（9億円）や『プルシアンブルーの肖像』は好調。正月映画『姉妹坂』/『雪の断章 -情熱-』（7億円）は伸び悩み。動員映画の『子象物語 地上に降りた天使』（4億円）はまずまずの結果。神山征二郎監督の『旅路 村でいちばんの首吊りの木』は極端な不振。 |
| 東映     | 35       | 35       | 35       | 108億2512万円 | 『野蛮人のように』/『ビー・バップ・ハイスクール』（14.5億円）、『ビー・バップ・ハイスクール 高校与太郎哀歌』/『BE FREE!』（11.5億円）、アダルト路線の『火宅の人』（10.1億円）、正月の東映まんがまつり（『キャプテン翼 危うし! 全日本Jr.』など）（10.7億円）の4番組が配給収入10億円の大台を突破した。特に、『ビー・バップ・ハイスクール』は中高生から圧倒的に支持された。女性層をターゲットにした『道』、『化身』、『極道の妻たち』（7.5億円）は堅調。 |
| 東映     | 30       | 0        | 5        | 108.7%        | 『野蛮人のように』/『ビー・バップ・ハイスクール』（14.5億円）、『ビー・バップ・ハイスクール 高校与太郎哀歌』/『BE FREE!』（11.5億円）、アダルト路線の『火宅の人』（10.1億円）、正月の東映まんがまつり（『キャプテン翼 危うし! 全日本Jr.』など）（10.7億円）の4番組が配給収入10億円の大台を突破した。特に、『ビー・バップ・ハイスクール』は中高生から圧倒的に支持された。女性層をターゲットにした『道』、『化身』、『極道の妻たち』（7.5億円）は堅調。 |
| にっかつ | 57       | 57       | 57       | 26億1003万円  | 成人映画はアダルトビデオに押され、にっかつもジリ貧状態。エロス大作の正月映画『魔性の香り』（2.8億円）は堅調だったが、ゴールデンウィーク公開のエロス大作『蕾の眺め』は不振。ロマンポルノをさらに刺激的にしたロマンXも頭打ち状態となった。 |
| にっかつ | 57       | 0        | 0        | 96.8%         | 成人映画はアダルトビデオに押され、にっかつもジリ貧状態。エロス大作の正月映画『魔性の香り』（2.8億円）は堅調だったが、ゴールデンウィーク公開のエロス大作『蕾の眺め』は不振。ロマンポルノをさらに刺激的にしたロマンXも頭打ち状態となった。 |

出典:「1986年度日本映画・外国映画業界総決算 日本映画」『キネマ旬報』1987年（昭和62年）2月下旬号、キネマ旬報社、1987年、124 - 131頁。

## 各国ランキング

### 日本配給収入ランキング
| 順位 | 題名                                                                        | 製作国             | 配給                 | 配給収入 |
| ---- | --------------------------------------------------------------------------- | ------------------ | -------------------- | -------- |
| 1    | 子猫物語                                                                    | 日本の旗           | 東宝                 | 54.0億円 |
| 2    | バック・トゥ・ザ・フューチャー                                              | アメリカ合衆国の旗 | UIP                  | 36.5億円 |
| 3    | ロッキー4/炎の友情                                                          | アメリカ合衆国の旗 | UIP                  | 29.5億円 |
| 4    | グーニーズ                                                                  | アメリカ合衆国の旗 | ワーナー・ブラザース | 19.5億円 |
| 5    | コブラ                                                                      | アメリカ合衆国の旗 | ワーナー・ブラザース | 18.0億円 |
| 6    | 野蛮人のように ビー・バップ・ハイスクール                                   | 日本の旗           | 東映                 | 14.5億円 |
| 7    | コーラスライン                                                              | アメリカ合衆国の旗 | 松竹富士             | 14.0億円 |
| 8    | 植村直己物語                                                                | 日本の旗           | 東宝                 | 13.5億円 |
| 9    | キネマの天地                                                                | 日本の旗           | 松竹                 | 13.0億円 |
| 9    | ドラえもん のび太と鉄人兵団 プロゴルファー猿 スーパーGOLFワールドへの挑戦!! | 日本の旗           | 東宝                 | 13.0億円 |

出典:1986年配給収入10億円以上番組 - 日本映画製作者連盟

### 北米興行収入ランキング
| 順位 | 題名                            | スタジオ       | 興行収入     |
| ---- | ------------------------------- | -------------- | ------------ |
| 1.   | トップガン                      | パラマウント   | $176,786,701 |
| 2.   | クロコダイル・ダンディー        | パラマウント   | $174,803,506 |
| 3.   | プラトーン                      | オライオン     | $138,530,565 |
| 4.   | ベスト・キッド2                 | コロムビア     | $115,103,979 |
| 5.   | スタートレックIV 故郷への長い道 | パラマウント   | $109,713,132 |
| 6.   | バック・トゥ・スクール          | オライオン     | $91,258,000  |
| 7.   | エイリアン2                     | 20世紀FOX      | $85,160,248  |
| 8.   | ゴールデン・チャイルド          | パラマウント   | $79,817,937  |
| 9.   | 殺したい女                      | タッチストーン | $71,624,879  |
| 10.  | フェリスはある朝突然に          | パラマウント   | $70,136,369  |

出典: “1986 Domestic Yearly Box Office Results”.  Box Office Mojo. 2015年12月23日閲覧。

## 日本公開映画
1986年の日本公開映画を参照。

## 受賞
- 第59回アカデミー賞
  - 作品賞 - 『プラトーン』
  - 監督賞 - オリバー・ストーン（『プラトーン』）
  - 主演男優賞 - ポール・ニューマン（『ハスラー2』）
  - 主演女優賞 - マーリー・マトリン（『愛は静けさの中に』）

- 第44回ゴールデングローブ賞
  - 作品賞 (ドラマ部門) - 『プラトーン』
  - 主演女優賞 (ドラマ部門) - マーリー・マトリン（『愛は静けさの中に』）
  - 主演男優賞 (ドラマ部門) - ポール・ニューマン（『ハスラー2』）、ボブ・ホスキンス（『モナリザ』）
  - 作品賞 (ミュージカル・コメディ部門) - 『ハンナとその姉妹』
  - 主演女優賞 (ミュージカル・コメディ部門) - シシー・スペイセク（『ロンリー・ハート』）
  - 主演男優賞 (ミュージカル・コメディ部門) - ポール・ホーガン（『クロコダイル・ダンディー』）
  - 監督賞 - オリヴァー・ストーン（『プラトーン』）

- 第52回ニューヨーク映画批評家協会賞 - 『ハンナとその姉妹』

- 第39回カンヌ国際映画祭
  - パルム・ドール - 『ミッション』（ローランド・ジョフィ）
  - 監督賞 - マーティン・スコセッシ（『アフター・アワーズ』）
  - 男優賞 - ボブ・ホスキンス（『モナリザ』）、ミシェル・ブラン（『タキシード』）
  - 女優賞 - バルバラ・スコヴァ（ローザ・ルクセンブルク）、フェルナンダ・トレス（『Love Me Forever or Never』）

- 第43回ヴェネツィア国際映画祭
  - 金獅子賞 - 『緑の光線』（エリック・ロメール）

- 第36回ベルリン国際映画祭
  - 金熊賞 - 『Stammheim』 (Reinhard Hauff）

- 第10回日本アカデミー賞
  - 最優秀作品賞 - 『火宅の人』（深作欣二）
  - 最優秀主演男優賞 - 緒形拳（『火宅の人』）
  - 最優秀主演女優賞 - いしだあゆみ（『火宅の人』『時計 Adieu l'Hiver』）

- 第29回ブルーリボン賞
  - 作品賞 - 『ウホッホ探険隊』
  - 主演男優賞 - 田中邦衛（『ウホッホ探険隊』）
  - 主演女優賞 - いしだあゆみ（『火宅の人』『時計 Adieu l'Hiver』）
  - 監督賞 - 熊井啓（『海と毒薬』）

- 第60回キネマ旬報ベスト・テン
  - 外国映画第1位 - 『ストレンジャー・ザン・パラダイス』
  - 日本映画第1位 -  『海と毒薬』

- 第41回毎日映画コンクール
  - 日本映画大賞 - 『海と毒薬』

- 第2回芸術作品賞
  - 映画関係（長編映画）
    - 『人間の約束』
    - 『ウホッホ探険隊』

  - 映画関係（短編映画）
    - 『よみがえる光琳屋敷』[14]
    - 『西出大三 截金の美』[15][16]

## 誕生

### 日本以外
- 1月24日 - ミーシャ・バートン、イギリス・アメリカの女優
- 3月14日 - ジェイミー・ベル、イギリスの俳優
- 4月3日 - アマンダ・バインズ、アメリカの女優
- 6月13日 - オルセン姉妹、アメリカの双子女優
- 7月2日 - リンジー・ローハン、アメリカの女優・歌手
- 9月12日 - エミー・ロッサム、アメリカの女優

### 日本
- 1月5日 - 小池徹平、日本の俳優
- 1月14日 - 前野朋哉、日本の俳優
- 1月18日 - 山崎育三郎、日本の俳優
- 2月10日 - 市川由衣、日本の女優
- 2月18日 - 安藤サクラ、日本の女優
- 2月23日 - 亀梨和也、日本の俳優
- 2月28日 - 三瓶由布子、日本の声優
- 3月12日 - 大塚千弘、日本の女優
- 3月13日 - 大東駿介、日本の俳優
- 4月8日 - 沢尻エリカ、日本の女優
- 4月14日 - 杏、日本の女優
- 5月25日 - 上野樹里、日本の女優
- 6月14日 - 比嘉愛未、日本の女優
- 6月28日 - 三森すずこ、日本の女優
- 7月22日 - 末永遥、日本の女優
- 8月20日 - 勝地涼、日本の俳優
- 8月22日 - 北川景子、日本の女優
- 9月11日 - 佐々木和徳、日本の俳優
- 10月1日 - 神田沙也加、日本の女優（+ 2021年）
- 10月24日 - 岡本信彦、日本の声優
- 10月28日 - スザンヌ、日本のタレント
- 10月28日 - 豊崎愛生、日本の声優
- 11月16日 - 紗栄子、日本の女優
- 12月16日 - 柄本佑、日本の俳優
- 12月24日 - 石原さとみ、日本の女優
- 12月24日 - 中村倫也、日本の俳優

## 死去
| 日付 | 日付 | 名前                       | 国籍                                  | 年齢 | 職業                           |
| 1月  | 14日 | ドナ・リード               | アメリカ合衆国の旗                    | 64   | 女優                           |
| 1月  | 20日 | 木村恵吾                   | 日本の旗                              | 81   | 映画監督                       |
| 1月  | 21日 | 磯野秋雄                   | 日本の旗                              | 75   | 俳優                           |
| 1月  | 27日 | リリー・パルマー           | ドイツの旗                            | 71   | 女優                           |
| 1月  | 29日 | リーフ・エリクソン         | アメリカ合衆国の旗                    | 74   | 俳優                           |
| 2月  | 19日 | アドルフォ・チェリ         | イタリアの旗                          | 63   | 俳優                           |
| 3月  | 10日 | レイ・ミランド             | イギリスの旗                          | 81   | 俳優                           |
| 3月  | 30日 | ジェームズ・キャグニー     | アメリカ合衆国の旗                    | 86   | 俳優                           |
| 4月  | 1日  | 香山武彦                   | 日本の旗                              | 42   | 俳優                           |
| 4月  | 11日 | 海江田譲二                 | 日本の旗                              | 78   | 俳優                           |
| 4月  | 23日 | オットー・プレミンジャー   | オーストリアの旗 · アメリカ合衆国の旗 | 79   | 映画監督・プロデューサー       |
| 4月  | 26日 | ベッシー・ラヴ             | アメリカ合衆国の旗                    | 87   | 女優                           |
| 4月  | 26日 | ブロデリック・クロフォード | アメリカ合衆国の旗                    | 74   | 俳優                           |
| 5月  | 13日 | 小山田宗徳                 | 日本の旗                              | 58   | 俳優                           |
| 5月  | 22日 | 熊谷久虎                   | 日本の旗                              | 82   | 映画監督                       |
| 5月  | 23日 | スターリング・ヘイドン     | アメリカ合衆国の旗                    | 70   | 俳優                           |
| 6月  | 13日 | ベニー・グッドマン         | アメリカ合衆国の旗                    | 77   | ミュージシャン・俳優           |
| 6月  | 14日 | アラン・ジェイ・ラーナー   | アメリカ合衆国の旗                    | 67   | ミュージシャン                 |
| 6月  | 19日 | コリューシュ               | フランスの旗                          | 41   | 俳優                           |
| 7月  | 6日  | 和田浩治                   | 日本の旗                              | 42   | 俳優                           |
| 7月  | 12日 | 古川勝巳                   | 日本の旗                              | 71   | 日本ヘラルド映画代表取締役社長 |
| 7月  | 13日 | 神田隆                     | 日本の旗                              | 68   | 俳優                           |
| 7月  | 25日 | ヴィンセント・ミネリ       | アメリカ合衆国の旗                    | 83   | 映画監督                       |
| 7月  | 25日 | 天草四郎                   | 日本の旗                              | 69   | 俳優                           |
| 7月  | 28日 | ジョン・オルコット         | イギリスの旗                          | 55   | 撮影監督                       |
| 8月  | 6日  | エミリオ・フェルナンデス   | メキシコの旗                          | 82   | 映画監督・俳優                 |
| 9月  | 1日  | マーレイ・ハミルトン       | アメリカ合衆国の旗                    | 63   | 俳優                           |
| 9月  | 6日  | ブランチ・スウィート       | アメリカ合衆国の旗                    | 90   | 女優                           |
| 9月  | 10日 | 島耕二                     | 日本の旗                              | 85   | 俳優・映画監督                 |
| 10月 | 5日  | ハル・B・ウォリス          | アメリカ合衆国の旗                    | 87   | プロデューサー                 |
| 10月 | 12日 | 植木昌一郎                 | 日本の旗                              | 64   | 脚本家                         |
| 10月 | 14日 | キーナン・ウィン           | アメリカ合衆国の旗                    | 70   | 俳優                           |
| 10月 | 25日 | フォレスト・タッカー       | アメリカ合衆国の旗                    | 71   | 俳優                           |
| 11月 | 23日 | 増村保造                   | 日本の旗                              | 62   | 映画監督                       |
| 11月 | 23日 | 明石潮                     | 日本の旗                              | 88   | 俳優                           |
| 11月 | 29日 | ケーリー・グラント         | アメリカ合衆国の旗                    | 82   | 俳優                           |
| 12月 | 2日  | デジ・アーナズ             | アメリカ合衆国の旗                    | 69   | 俳優                           |
| 12月 | 13日 | ヘザー・エンジェル         | イギリスの旗                          | 77   | 女優                           |
| 12月 | 26日 | エルザ・ランチェスター     | イギリスの旗                          | 84   | 女優                           |
| 12月 | 28日 | 佐々木孝丸                 | 日本の旗                              | 88   | 俳優                           |
| 12月 | 28日 | アンドレイ・タルコフスキー | ソビエト連邦の旗                      | 54   | 映画監督                       |